# San Pedro de Nora (localidad)
San Pedro de Nora (en asturiano y oficialmente: San Pedru Nora) es una casería que pertenece a la parroquia de Valsera en el concejo de Las Regueras (Principado de Asturias). Se encuentra a 85 m s. n. m. y está situada a 7,50 km de la capital del concejo, Santullano. 

## Población
En 2020 contaba con una población de 49 habitantes (INE 2020) repartidos en un total de 40 viviendas.